# Nad ranem
Nad ranem – album Lory Szafran wydany w 2013 roku. Zadebiutował na 43. miejscu listy OLiS. Po 22 latach Szafran nagrała fonogram z utworami premierowymi. Kompozycje na płytę stworzyli Seweryn Krajewski, Michał Urbaniak, Tomasz Krawczyk i Miłosz Wośko, a słowa piosenek napisali: Andrzej Poniedzielski, Jonasz Kofta, Adam Nowak, Tomasz Wachnowski, Piotr Brymas i Dariusz Dusza. Płyta jest zróżnicowana stylistycznie, zawiera przekrój gatunków muzycznych szeroko rozumianej muzyki popularnej: swing, blues, bossa nova, ballada, tango, dance, soul i funk. Różnorodność muzyczną scala interpretacja wokalistki oraz przesłanie tekstów o przezwyciężaniu codziennych problemów, nie rezygnując z marzeń.
Lora Szafran: 

Po wielu latach śpiewania jestem na tyle dojrzała, że mogę sobie pozwolić na takie piosenki. Piosenki różnorodne, ale z dobrym tekstem, który ja wybieram i wiem o czym śpiewam, takie, w których proponuję kompozytorom styl, w jakim zrobimy utwór.

## Lista utworów
| 1.  | „Powrotnik”                   | 4:17  |
|     |                               |       |
| 2.  | „Anioł stróż - ba”            | 4:42  |
|     |                               |       |
| 3.  | „Stolik”                      | 3:10  |
|     |                               |       |
| 4.  | „Ogród cichych marzeń”        | 3:30  |
|     |                               |       |
| 5.  | „Pięć róż”                    | 3:57  |
|     |                               |       |
| 6.  | „Jeśli czekać jeszcze możesz” | 4:27  |
|     |                               |       |
| 7.  | „Pauzę zrób”                  | 4:10  |
|     |                               |       |
| 8.  | „Pod wieczorek”               | 5:42  |
|     |                               |       |
| 9.  | „Toast z dusz”                | 3:53  |
|     |                               |       |
| 10. | „Jasna strona”                | 3:42  |
|     |                               |       |
| 11. | „Odnajdę, odnajdę”            | 4:39  |
|     |                               |       |
| 12. | „Wino samotnych”              | 4:29  |
|     |                               |       |
| 13. | „Początek”                    | 4:12  |
|     |                               |       |
|     |                               | 54:50 |
|     |                               |       |